# Большое Щучье (озеро, Ямало-Ненецкий АО)
Большое Щучье — озеро на Полярном Урале, в Приуральском районе Ямало-Ненецкого автономного округа, в верховьях реки Большой Щучьей. Является крупнейшим по площади и глубине озером региона. Площадь поверхности — 12 км².
Согласно исследованиям донных отложений озера, 24,9—18,7 тысяч лет назад в нём сохранялась сезонная слоистость, а значит Большое Щучье замерзало зимой, оттаивало к лету и не было покрыто ледником.

## Описание
Озеро расположено в тектонической впадине, протянувшейся с северо-запада на юго-восток более чем на 25 километров. Впадина включает в себя само озеро, большую часть русла реки Пырятанё, впадающей в озеро с северо-запада (единственный крупный ручей, чьи воды поступают в озеро), а также верховья реки Большой Щучьей, вытекающей с юго-востока, которая, сливаясь с притоками Сэрмалъяхой и Малой Щучьей в нескольких километрах ниже озера, образует мощный поток, который устремляется к Оби. Высота над уровнем моря — 185 м.
Юго-западнее Большого Щучьего озера есть и Малое Щучье озеро, расположенное в подобной тектонической впадине. Озера расположены параллельно.

Это самое глубокое и полноводное озеро Урала. Ванна его вмещает 0,78 км³ воды. Огромной рекой шириной более километра выглядит озеро с вершин сжимающих его гор. До 1000 м поднимаются хребты над тёмной поверхностью воды. Каменистые склоны хребтов круто спускаются к озеру, а берега местами почти отвесно обрываются в воду, и уже в 50 м от берега находятся очень большие глубины. Лишь в северном и южном концах озера берега ровные, пологие, поросшие травой, полярной берёзкой, кустами ивы и ольхи. Здесь наиболее удобные места для устройства лагеря, поскольку имеется топливо для костра и лучше, чем в других местах, ловится рыба. Следует, впрочем, отметить, что вода в горных озёрах холодная и даже в жаркие дни температура поверхностных слоёв воды не поднимается выше 10—14 градусов. Восточный и западный берега Большого Щучьего озера на значительном протяжении покрыты каменными россыпями и непроходимы для лошадей; пешком же идти по каменным глыбам сравнительно хорошо, причём лучше следовать вдоль восточного (менее крутого и менее каменистого) берега.

## Охранный статус

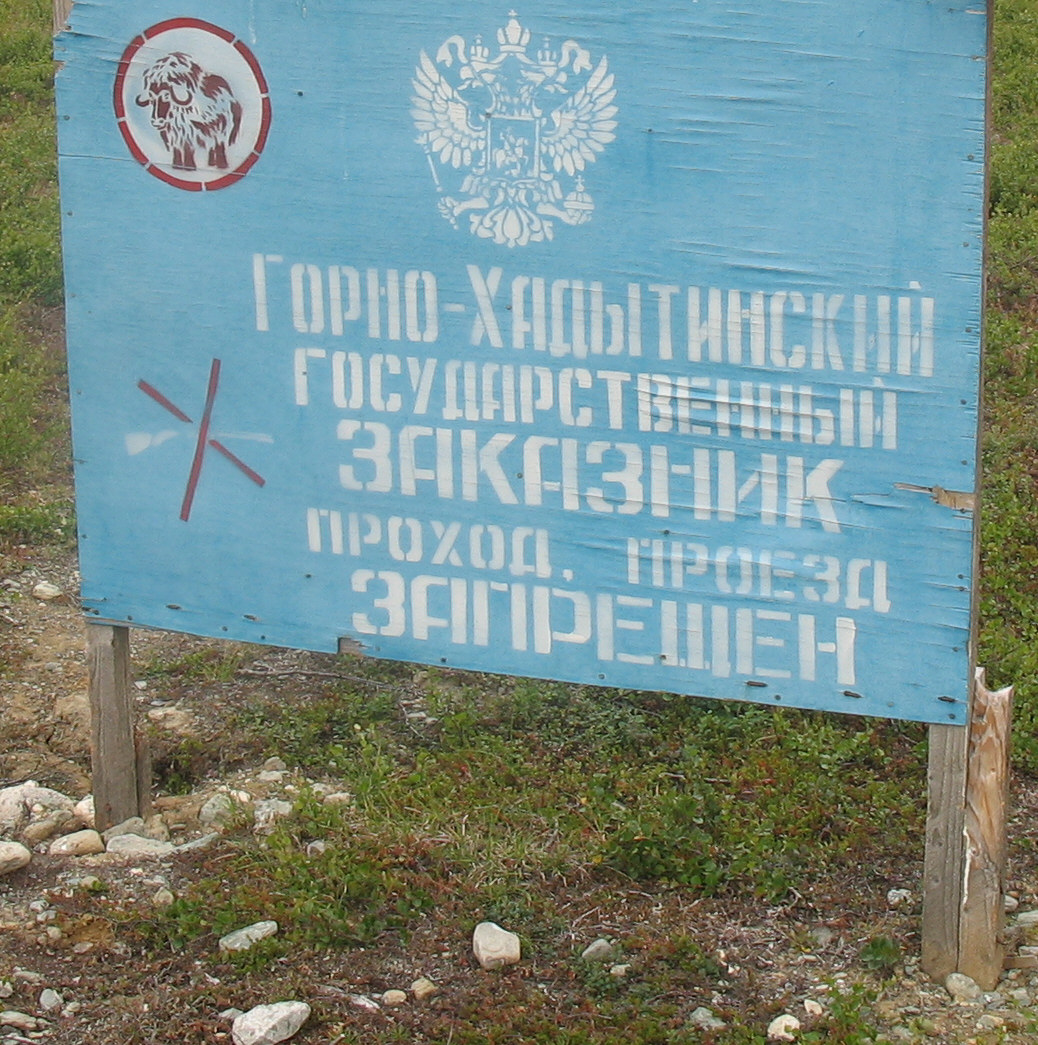
Объявление о входе на территорию заказника

С 1997 года Щучьи озёра, как и вся прилегающая к ним территория, отнесены к территории Горнохадатинского биологического заказника. Соответствующее объявление можно увидеть на подходе к озеру со стороны реки Сэрмалъяхи. На территории заказника проводятся работы по реакклиматизации мускусного быка (овцебык) и акклиматизации бизона. В 2014 году Горнохадатинский биологический заказника был реорганизован в Природный парк «Полярно-Уральский» с участком «Горнохадатинский», который унаследовал границы Горнохадатинского биологического заказника. Охота категорически запрещена.